# Primer ministro de la República Centroafricana
El primer ministro de República Centroafricana (en francés: Premier ministre de la République centrafricaine) es el jefe de gobierno de la República Centroafricana. Es el encargado de determinar y dirigir la política nacional siguiendo las directrices del presidente del país.

## Historia del cargo
Tras la Segunda Guerra Mundial, el imperio francés se transformó en una unión política, la Unión Francesa, aunque con preponderancia de la metrópoli. No obstante, en 1958, los territorios africanos obtuvieron una amplia autonomía dentro de la Comunidad Francesa (sucesora de la Unión Francesa) y se establecieron los primeros gobiernos autónomos dirigidos por el primer ministro de cada territorio. El primero en ocupar el cargo en el territorio fue Barthélemy Boganda.
Previa a la independencia el cargo fue ocupado por David Dacko del partido MESAN que impuso, tras la independencia, un sistema presidencialista aboliendo el cargo de primer ministro. El 2 de enero de 1975 el presidente Bokassa reformó las instituciones del Estado y nombró a Elisabeth Domitien como primera ministra. El nombramiento, según analistas, se debió a que 1975 había sido declarado Año Internacional de la Mujer y Bokassa quería destacar a nivel internacional con el nombramiento de una mujer en posición de liderazgo.
Tras la caída del régimen imperial de Bokassa en 1979, el cargo se mantuvo hasta que fue nuevamente abolido en septiembre de 1981, tras el golpe de Estado del jefe del Estado Mayor, el general Kolingba. Al final de su mandato, obligado por la situación internacional con la caída del Muro de Berlín, tuvo que democratizar su régimen y restauró el cargo de primer ministro al opositor político Édouard Frank. Desde este momento el cargo de primer ministro sigue vigente en el país.

## Funciones y responsabilidades[2]
Según la actual constitución centroafricana (aprobada en 2016), el primer ministro es designado por el presidente de la República y determina sus funciones (artículo 33). Además, a propuesta del primer ministro, el presidente nombra también a los ministros que conforman el Gobierno y determina sus funciones. 
El primer ministro y los miembros del Gobierno, tras su nombramiento son incompatibles para ejercer como miembros del Parlamento (Asamblea Nacional y Senado), miembros de Consejo Económico y Social; miembros de algún consejo estatal (Mediación, Autoridad Electoral Nacional o de la Alta Autoridad de control de prácticas de gobierno); y, recibir cualquier salario por otras actividades profesionales (artículo 57). Una vez finalicen su mandato podrán regresar a sus puestos previos. En cuanto a las prácticas del bueno gobierno, los primeros ministros deberán presentar una declaración escrita con sus patrimonio antes y después de ejercer el cargo, que será examinada por la Corte Constitucional del país (artículo 58).
Las relaciones entre el primer ministro y el jefe del Estado vienen determinadas por la constitución del país, así, el presidente es el jefe del Ejecutivo y el primer ministro el jefe del Gobierno. El presidente preside el Consejo de Ministros y determina la política nacional que debe seguir el primer ministro y su gobierno (artículo 52). En el caso de incapacidad temporal del presidente, el puesto es ocupado por el primer ministro de forma interina, no pudiendo reformar la constitución ni la composición del gobierno ni convocar referéndum (artículo 48). En cuanto a las relaciones con el poder legislativo, el primer ministro y los ministros pueden dirigirse a la Asamblea Nacional y al Senado y deben responder oralmente o por escrito a las cuestiones planteadas por los miembros de ambas cámaras (artículo 59). Además, el Gobierno debe obtener la autorización de la Asamblea Nacional para firmar cualquier acuerdo referente a recursos naturales y financieros, con la obligación de hacer público el acuerdo firmado (artículo 60).
Entre las funciones del primer ministro estaría la dirección de la administración del país y el nombramiento de cargos civiles determinados por la ley. El jefe del Gobierno debe asegurarse de la ejecución de las leyes, preside los consejos de gobierno y los comités interministeriales. Además, el Gobierno examinará, en Consejo de Ministros, los proyectos de ley antes de depositarlos en la mesa de cada cámara del Parlamento, y se le consultará sobre las propuestas de ley (artículo 60). El primer ministro puede delegar ciertos poderes a los ministros, quienes, en caso de interinidad del primer ministro, asumen la función de gobierno en orden jerárquico (artículo 56). La constitución establece que los actos del primer ministro deben ser refrendados por la firma del ministro encargado de ejecutar los actos. Su ausencia puede resultar como acto nulo (artículo 52).
La constitución del país dedica varios de artículos al proceso de destitución del Primer ministro y su gobierno, concretamente los artículos 53, 54, 55, 61 y 62. En todos ellos se determinan los supuestos para el cese:
- El primer ministro es responsable ante el presidente y la Asamblea Nacional. El presidente cesa al primer ministro, seguidamente a  la aprobación de una moción de censura por la mayoría de dos tercios de los miembros de la Asamblea Nacional (artículo 53).
- El primer ministro esta obligado, en el plazo de 60 días después de su nombramiento, a presentar su programa de gobierno. Este requerirá una moción de confianza por parte de la Asamblea Nacional. En caso de no producirse se aplicará el artículo 53 (artículo 54).
- El primer ministro, previa deliberación del Consejo de Ministros, puede someter la responsabilidad del Gobierno a la votación de una ley en la Asamblea Nacional. La ley podrá ser rechazada con carácter de moción de censura según el artículo 53 (artículo 55).
- La Asamblea Nacional, motu proprio, puede presentar una moción de censura contra el Gobierno. Debe ser presentada por un tercio de sus miembros; votada en 48 horas y se requiere la aprobación de dos tercios de los miembros para hacerla efectiva (artículo 61).
- En cuanto el primer ministro vea rechazado su programa de gobierno o la aprobación de una moción de censura, deberá remitir al presidente de la República su dimisión sin demora (artículo 62).

## Lista de primeros ministros (1958-actualidad)
| Espectro político                                   |
| --------------------------------------------------- |
| MESAN UDC RDC FC PSD MPLC FPP MCU PUN Independiente |

| Primer ministro                                             | Primer ministro                                             | Primer ministro                                             | Inicio                                                      | Fin                                                         | Partido                                                     | Elecciones                                                  | Presidente                  | Presidente                        | Presidente |
| ----------------------------------------------------------- | ----------------------------------------------------------- | ----------------------------------------------------------- | ----------------------------------------------------------- | ----------------------------------------------------------- | ----------------------------------------------------------- | ----------------------------------------------------------- | --------------------------- | --------------------------------- | ---------- |
| 1                                                           |                                                             | Barthélemy Boganda (1910-1959)                              | 8 de diciembre de 1958                                      | 29 de marzo de 1959                                         | MESAN                                                       | -                                                           |                             | [ 4 ]                             |            |
| 2                                                           |                                                             | Abel Goumba (1926-2009)                                     | 29 de marzo de 1959                                         | 30 de abril de 1959                                         | MESAN                                                       | -                                                           |                             | [ 4 ]                             |            |
| 3                                                           |                                                             | David Dacko (1930-2003)                                     | 1 de mayo de 1960                                           | 14 de agosto de 1960                                        | MESAN                                                       | -                                                           |                             | [ 4 ]                             |            |
| Puesto abolido (14 de agosto de 1960 - 1 de enero de 1975)  |                                                             |                                                             |                                                             |                                                             |                                                             |                                                             |                             |                                   |            |
| 4                                                           |                                                             | Elisabeth Domitien (1925-2005)                              | 2 de enero de 1975                                          | 7 de abril de 1976                                          | MESAN                                                       | Designado por el presidente                                 |                             | Jean-Bédel Bokassa (1966-1976)    |            |
| Puesto vacante (8 de abril - 4 de septiembre de 1976)       |                                                             |                                                             |                                                             |                                                             |                                                             | Designado por el presidente                                 |                             | Jean-Bédel Bokassa (1966-1976)    |            |
| 5                                                           |                                                             | Ange-Félix Patassé (1937-2011)                              | 5 de septiembre de 1976                                     | 3 de diciembre de 1976                                      | MESAN                                                       | Designado por el presidente                                 |                             | Jean-Bédel Bokassa (1966-1976)    |            |
| Imperio Centroafricano                                      |                                                             |                                                             |                                                             |                                                             |                                                             |                                                             |                             |                                   |            |
| 6                                                           |                                                             | Ange-Félix Patassé (1937-2011)                              | 8 de diciembre de 1976                                      | 14 de julio de 1978                                         | MESAN                                                       | Designado por el monarca                                    |                             | Bokassa I (1976-1979)             |            |
| 7                                                           |                                                             | Henri Maïdou (1936-)                                        | 14 de julio de 1978                                         | 21 de septiembre de 1979                                    | MESAN                                                       | Designado por el monarca                                    |                             | Bokassa I (1976-1979)             |            |
| Restauración de la República Centroafricana                 |                                                             |                                                             |                                                             |                                                             |                                                             |                                                             |                             |                                   |            |
| 7                                                           |                                                             | Henri Maïdou (1936-)                                        | 21 de septiembre de 1979                                    | 26 de septiembre de 1979                                    | MESAN                                                       | Designado por el presidente                                 |                             | David Dacko (1979-1980)           |            |
| 8                                                           |                                                             | Bernard Ayandho (1930-1993)                                 | 26 de septiembre de 1979                                    | 22 de agosto de 1980                                        | MESAN                                                       | Designado por el presidente                                 |                             | David Dacko (1979-1980)           |            |
|                                                             | UDC                                                         | Bernard Ayandho (1930-1993)                                 | 26 de septiembre de 1979                                    | 22 de agosto de 1980                                        |                                                             | Designado por el presidente                                 |                             | David Dacko (1979-1980)           |            |
| Puesto vacante (23 de agosto - 11 de noviembre de 1980)     |                                                             |                                                             |                                                             |                                                             |                                                             | Designado por el presidente                                 |                             | David Dacko (1979-1980)           |            |
| 9                                                           |                                                             | Jean-Pierre Lebouder (1944-)                                | 12 de noviembre de 1980                                     | 4 de abril de 1981                                          | UDC                                                         | Designado por el presidente                                 |                             | David Dacko (1979-1980)           |            |
| 10                                                          |                                                             | Simon Narcisse Bozanga (1942-2010)                          | 4 de abril de 1981                                          | 1 de septiembre de 1981                                     | UDC                                                         | Designado por el presidente                                 |                             | David Dacko (1979-1980)           |            |
| Puesto abolido (2 de septiembre 1981 - 14 de marzo de 1991) | Puesto abolido (2 de septiembre 1981 - 14 de marzo de 1991) | Puesto abolido (2 de septiembre 1981 - 14 de marzo de 1991) | Puesto abolido (2 de septiembre 1981 - 14 de marzo de 1991) | Puesto abolido (2 de septiembre 1981 - 14 de marzo de 1991) | Puesto abolido (2 de septiembre 1981 - 14 de marzo de 1991) | Puesto abolido (2 de septiembre 1981 - 14 de marzo de 1991) |                             | André Kolingba (1981-1993)        |            |
| 11                                                          |                                                             | Édouard Frank (1938-)                                       | 15 de marzo de 1991                                         | 4 de diciembre de 1992                                      | RDC                                                         | Designado por el presidente                                 |                             | André Kolingba (1981-1993)        |            |
| 12                                                          |                                                             | Timothée Malendoma (1935-2010)                              | 4 de diciembre de 1992                                      | 26 de febrero de 1993                                       | FC                                                          | Designado por el presidente                                 |                             | André Kolingba (1981-1993)        |            |
| 13                                                          |                                                             | Enoch Derant Lakoué (1945-)                                 | 26 de febrero de 1993                                       | 25 de octubre de 1993                                       | PSD                                                         | Designado por el presidente                                 |                             | André Kolingba (1981-1993)        |            |
| 13                                                          | Ange-Félix Patassé (1993-2003)                              | Enoch Derant Lakoué (1945-)                                 | 26 de febrero de 1993                                       | 25 de octubre de 1993                                       | PSD                                                         | Designado por el presidente                                 |                             |                                   |            |
| 14                                                          |                                                             | Jean-Luc Mandaba (1943-2000)                                | 25 de octubre de 1993                                       | 12 de abril de 1995                                         | MPLC                                                        | Designado por el presidente                                 |                             |                                   |            |
| 15                                                          |                                                             | Gabriel Koyambounou (1947-)                                 | 12 de abril de 1995                                         | 6 de junio de 1996                                          | MPLC                                                        | Designado por el presidente                                 |                             |                                   |            |
| 16                                                          |                                                             | Jean-Paul Ngoupandé (1948-2014)                             | 6 de junio de 1996                                          | 30 de enero de 1997                                         | PUN                                                         | Designado por el presidente                                 |                             |                                   |            |
| 17                                                          |                                                             | Michel Gbezera-Bria (1946-)                                 | 30 de enero de 1997                                         | 4 de enero de 1999                                          | Independiente                                               | Designado por el presidente                                 |                             |                                   |            |
| 18                                                          |                                                             | Anicet-Georges Dologuélé (1957-)                            | 4 de enero de 1999                                          | 15 de marzo de 2003                                         | Independiente                                               | Designado por el presidente                                 |                             |                                   |            |
| 19                                                          |                                                             | Martin Ziguélé (1957-)                                      | 1 de abril de 2001                                          | 15 de marzo de 2003                                         | MPLC                                                        | Designado por el presidente                                 |                             |                                   |            |
| 20                                                          |                                                             | Abel Goumba (1926-2009)                                     | 15 de marzo de 2003                                         | 11 de diciembre de 2003                                     | FPP                                                         | Designado por el presidente                                 |                             | François Bozizé (2003-2013)       |            |
| 21                                                          |                                                             | Célestin Gaombalet (1942-2017)                              | 12 de diciembre de 2003                                     | 11 de junio de 2005                                         | Independiente                                               | Designado por el presidente                                 |                             | François Bozizé (2003-2013)       |            |
| 22                                                          |                                                             | Élie Doté (1948-)                                           | 12 de junio de 2005                                         | 18 de enero de 2008                                         | Independiente                                               | Designado por el presidente                                 |                             | François Bozizé (2003-2013)       |            |
| 23                                                          |                                                             | Faustin-Archange Touadéra (1957-)                           | 22 de enero de 2008                                         | 17 de enero de 2013                                         | Independiente                                               | Designado por el presidente                                 |                             | François Bozizé (2003-2013)       |            |
|                                                             |                                                             | Nicolas Tiangaye (1956-)                                    | 18 de enero de 2013                                         | 10 de enero de 2014                                         | Independiente                                               | Designado por el presidente                                 |                             | François Bozizé (2003-2013)       |            |
| 24                                                          |                                                             | Nicolas Tiangaye (1956-)                                    | 18 de enero de 2013                                         | 10 de enero de 2014                                         | Independiente                                               | Designado por el presidente                                 | Michel Djotodia (2013-2014) |                                   |            |
| 25                                                          |                                                             | André Nzapayeké (1951-)                                     | 25 de enero de 2014                                         | 10 de agosto de 2014                                        | Independiente                                               | Designado por el presidente                                 |                             | Catherine Samba-Panza (2014-2016) |            |
| 26                                                          |                                                             | Mahamat Kamoun (1961-)                                      | 10 de agosto de 2014                                        | 2 de abril de 2016                                          | Independiente                                               | Designado por el presidente                                 |                             | Catherine Samba-Panza (2014-2016) |            |
| 26                                                          | Faustin-Archange Touadéra (2016-)                           | Mahamat Kamoun (1961-)                                      | 10 de agosto de 2014                                        | 2 de abril de 2016                                          | Independiente                                               | Designado por el presidente                                 |                             |                                   |            |
| 27                                                          |                                                             | Simplice Sarandji (1955-)                                   | 2 de abril de 2016                                          | 27 de febrero de 2019                                       | Independiente                                               | Designado por el presidente                                 |                             |                                   |            |
| 28                                                          |                                                             | Firmin Ngrebada (1968-)                                     | 27 de febrero de 2019                                       | 15 de junio de 2021                                         | Independiente                                               | Designado por el presidente                                 |                             |                                   |            |
|                                                             | MCU                                                         | Firmin Ngrebada (1968-)                                     | 27 de febrero de 2019                                       | 15 de junio de 2021                                         |                                                             | Designado por el presidente                                 |                             |                                   |            |
| 29                                                          |                                                             | Henri-Marie Dondra (1966-)                                  | 15 de junio de 2021                                         | 7 de febrero de 2022                                        | Independiente                                               | Designado por el presidente                                 |                             |                                   |            |
| 30                                                          |                                                             | Félix Moloua (?-)                                           | 7 de febrero de 2022                                        | Presente                                                    | MCU                                                         | Designado por el presidente                                 |                             |                                   |            |